# خوليو أوقستو هنريكس
خوليو أوقستو هنريكس (بالبرتغالية: Júlio Augusto Henriques‏) هو عالم نبات برتغالي، ولد في 15 يناير 1838 في Arco de Baúlhe ‏ في البرتغال، وتوفي في 7 مايو 1928 في قلمرية في البرتغال.